# Юхас, Дьюла
Дьюла Юхас (венг. Juhász Gyula; 4 апреля 1883, Сегед — 6 апреля 1937, там же) — венгерский поэт, педагог, лауреат премии Баумгартена.
Окончил церковно-приходскую школу в Сегеде в 1902 году. Учился в Будапештском университете вместе Михаем Бабичем и Дёжё Костолани, также ставшими впоследствии видными представителями венгерской литературы. С 1912 года преподавал латынь в школе. Был сторонником социал-демократического движения. Первые стихи были опубликованы в 1899 году с сегедской газете.
Страдал от депрессии. Пытался несколько раз покончить с собой. Первая попытка была совершена им 9 февраля 1907 года, Дьюла тогда пропал из города на несколько дней. В 1928 году ему была назначена небольшая ежемесячная пенсия. В 1929 году одним из первых получил премию Баумгартена. В тридцатые годы проходил лечение в психиатрических клиниках. Последнюю попытку самоубийства совершил 6 апреля 1937 года. Принял смертельную дозу веронала.
Гул подземный от ковки жаркой

Новых сил для новой борьбы.

Смело в гущу бурлящей жизни

Встаньте в строй, кузнецы судьбы!
Поэзия Дьюлы Юхаса была пронизана грустью, тоской и пессимистичным настроением. По поэтическому стилю ему были близки импрессионисты и символисты. Часть его лирики обращена к некоей Анне, неразделённой любви поэта, к венгерской актрисе Анне Шарвари (венг. Anna Sárvári). Большой популярностью пользовалось патриотическое стихотворение Magyar nyár (Венгерское лето), в котором выразил все свои революционные взгляды и надежды.
Похоронен на Сегедском центральном кладбище.

## Наследие
- К 100-летию со дня рождения поэта была выпущена памятная марка[7].
- Педагогическому институту в родном городе поэта, Сегеде, присвоено имя Дьюлы Юхаса[8].
- Его именем названа улица в городе Секешфехервар[9]